# BS23
BS23（ビーエス・にじゅうさん）は、2000年3月27日から2003年10月31日までNHKのNHK衛星第1テレビジョン（BS1）で放送されていた総合ニュース番組。
BS1では開局当初から22時台を中心に海外ニュースに特化した報道番組を放送していたが、それら番組についても触れる。

## ワールドニュース・世界を読む
1989年7月、BS1が海外のニュース番組を『ワールドニュース』などのタイトルで放送。海外経験のある記者やフリーアナウンサーなどが海外のニュースの案内役として出演した。
その後、平日の22時から、1日のニュースのまとめを放送する番組を計画。その日の世界のニュースと特集を中心とした放送をコンセプトとして、代々引き継がれる。
『ワールドニュース・世界を読む』はこうした中で1990年4月2日から始まる。国谷裕子（元『NHKニュースTODAY』キャスター）・宮崎緑 元『ニュースセンター9時』キャスター）・篠塚正明が担当。22時から55分間の放送だったが、2年目には23:20までの80分番組に拡大。

## ワールドステーション22
国谷・宮崎が残り、タイトルも一新。出演者は年度ごとに異なる。開始から１年間は120分、以降は1時間の放送。
1992年10月 -
・月 - 木　国谷裕子、ダグラス・ウィリアムズ、バレリー・ケイン、千葉真由美、久下香織子
・金　　宮崎緑、デューク雪子、ダグラス・ウィリアムズ、千葉真由美、久下香織子
※ 千葉、久下は隔週交代
1993年4月 -
・月 - 木　道傳愛子、　関野光生、　山岡三子、ダグラス・ウィリアムズ、千葉真由美
・金　　宮崎緑、デューク雪子、ダグラス・ウィリアムズ、山岡三子、千葉真由美
1993年10月 - 
・月 - 木　道傳愛子、関野光生、山岡三子、庄司麻由里、ヘルゲ丸山
・金　　宮崎緑、山岡三子、庄司麻由里、ヘルゲ丸山
1994年度4月 -
・渡辺光一、道傳愛子、山岡三子、ヘルゲ丸山、石井庸子　
※ 道傳途中降板（アメリカ異動、留学）の為、石井が改編までの約１か月出演
1994年度10月 - 
・渡辺光一、井上美樹子、沢口みなみ、ヘルゲ丸山

## BSニュースワイド21:50
1995年4月3日放送開始。時間を10分繰り上げて、タイトルどおり21時50分からの55分番組。出演者はワールドステーション22から沢口以外が残り野村正育が加わる。
1995年4月 -
・渡辺光一、野村正育、井上美樹子、ヘルゲ丸山
1995年7月 - 
・山田英幾　野村正育　井上美樹子　ヘルゲ丸山（9月まで）

## プライムタイムニュース
山田、野村、が残りタイトルを一新。22時スタートに戻る。50分間の放送。山田が途中降板し8月から榎原美樹がメインを務める。
- 山田英幾（1996年4月 - 1996年8月）
- 榎原美樹（1996年8月5日- 1997年3月）
- 野村正育（1996年4月 - 1997年3月）
- 金剛英華（1996年4月 - 1997年3月）
- 田村泰崇（1997年4月 - 1998年3月）
- 山内このみ（1997年4月 - 1998年3月）

## BS22、BS23
海外のニュースを伝える『プライムタイムニュース』と経済ニュース番組『NHKビジネスライン』を統合。「ワールドニュース」「経済最前線」を中心に、エンディングに海外と国内のニュースを伝える3部構成の『BS22』が開始となった。
2000年4月、コンセプトはそのままに、放送時間を変更した『BS23』にリニューアル。午後10時台に『NHKニュース10』が始まったことに伴う。2003年4月に出演者などのリニューアルを実施、11月に放送時間の変更に伴い10月末で『BS23』としての放送が終了する。
オープニングテーマ曲は中村幸代「T．<NHK BS1「BS22」opening theme>」

### ワールドニュース
世界のニュースをまとめて紹介する「ザッピング」と特集を中心に2003年10月まで放送。エンディングで海外のスポーツ情報を伝える。2000年のアメリカ大統領選挙や2001年のアメリカ同時多発テロなどではその都度シリーズ特集を組み、キャスターが海外から放送することもあった。2003年11月からは『きょうの世界』として放送。
- 藤澤秀敏（1998年4月 - 2003年3月）
- 住友真世（1998年4月 - 2003年3月、エンディングのBSニュースも担当）
- 石岡和博（2000年4月 - 2001年3月、ザッピング担当）
- 田中孝宜（2001年4月 - 2002年3月、ザッピング担当）
- 村竹勝司（2002年4月 - 2003年4月、ザッピング担当）
- 長崎泰裕（2003年4月 - 2007年6月）
- 児玉良香（2003年4月 - 2005年9月）

### 経済最前線
日々の経済ニュースと市況、曜日ごとの特集がメイン。月曜特集は企業経営者へのインタビューで、2004年9月まで続いた。
- 嶋津八生（1998年4月 - 2001年3月）
- 関口博之（2001年4月 - 2003年3月）
- 岩間正之（2003年4月 - 2007年5月）

## 2003年11月以降
2003年11月 - 2004年10月
11月からは放送時間を20時台に変更、これに伴い『BS23』のタイトルを『BSニュース』に変更する。「ワールドニュース」は『BSニュースきょうの世界』に変更、経済最前線は『BSニュース経済最前線』としての放送。
2004年11月 - 現在
2004年11月 - 2005年3月は、この2番組を『きょうの世界』として放送、2005年4月からは2番組が独立して、『経済最前線』と『きょうの世界』として放送した。その後『経済最前線』は2010年3月で、地上波・総合テレビの番組「Bizスポ」に機能を委譲するために放送終了。「きょうの世界」も2011年の抜本的改編に伴い、同3月で終了となり、「ワールドWave・トゥナイト」に発展された

## BS22以降の放送時間
|                          | 番組名        | ワールドニュース | 経済最前線    | 第3部         |
| 1998年4月 - 2000年3月    | BS22          | 22:00 - 22:30    | 22:30 - 22:50 | 22:50 - 23:00 |
| 2000年4月 - 2003年3月    | BS23          | 23:00 - 23:35    | 23:35 - 23:55 | 23:55 - 24:00 |
| 2003年4月 - 2003年10月   | BS23          | 23:00 - 23:30    | 23:30 - 23:45 |               |
| 2003年11月 - 2004年3月   | BSニュース    | きょうの世界     | 20:30 - 20:50 |               |
| 2003年11月 - 2004年3月   | BSニュース    | 20:00 - 20:30    | 20:30 - 20:50 |               |
| 2004年4月 - 2004年10月   | BSニュース    | 23:00 - 23:30    | 23:30 - 23:50 |               |
| 2004年11月 - 2005年3月   | きょうの世界  | 19:15 - 21:00    | 21:15 - 21:34 |               |
| 以降、単独番組として独立 |               |                  |               |               |
| 2005年4月 - 2005年12月   |               | 22:45 - 24:00    | 22:15 - 22:45 |               |
| 2006年1月 -2006年3月     | 22:30 - 24:00 | 22:15 - 22:30    |               |               |
| 2006年4月 - 2006年10月   | 22:15 - 23:45 | 23:45 - 24:00    |               |               |
| 2006年11月 - 2010年3月   | 22:15 - 23:40 | 23:40 - 24:00    |               |               |
| 2010年4月 - 2011年3月    | 22:00 - 22:50 |                  |               |               |